# Питер, Хью
Хью Питер (англ. Hugh Peter; 1598, Фоуи — 16 октября 1660, Вестминстер) — английский политик, священнослужитель и религиозный проповедник.

## Биография
Питр Хью был сыном Томаса Диквуда Питера, голландского торговца из Фоуи (графство Корнуолл), чьи предки переехали в Англию, спасаясь от религиозных гонений. Он получил образование в Тринити-колледже, в июне 1623 года был рукоположен в англиканскую церковь и стал викарием в Рэйли (графстве Эссекс).
Начал проповедовать в Лондоне, был арестован и посажен в тюрьму на шесть месяцев, поскольку говорил о том, чтобы королева Генриетта Мария оставила католицизм и перешла в англиканство. Уехал в Нидерланды, где в 1633 году стал пастором в Роттердаме. В июле 1635 года вместе с Генри Вейном и его семьёй отправился в колонию Массачусетского залива, где в течение нескольких лет работал в администрации города Сейлем, а также возглавлял Гарвардский колледж.
Вернувшись в Англию в 1641 году, он присоединился к парламенту, который выступал против короля Карла I. Питер стал капелланом в Армии нового образца, где его роль высоко ценили генералы Оливер Кромвель и Томас Ферфакс, а проповеди воодушевляли солдат перед битвами. Во время розни между пресвитерианами и индепендентами, Питер встал на сторону «независимых».
В декабре 1648 года он поддержал Прайдову чистку, в ходе которой из парламента были изгнаны депутаты, которые были сторонниками монархии. Оставшиеся члены парламента в январе 1649 года вынесли смертный приговор королю Карлу I; Питер был одним из сторонников суда и казни, но на казни не присутствовал из-за болезни.
В 1650 году стал капелланом Государственного совета и имел влияние на комитеты, которые проводили религиозные и гражданские реформы. В последующие годы он остался верным сторонником Оливера Кромвеля, а в ноябре 1658 года на похоронах лорда-протектора произнёс надгробную речь.
После реставрации монархии в мае 1660 года престол занял сын казнённого короля Карл II, который потребовал наказания для виновников смерти отца. Питер был арестован и предстал перед судом, где его обвиняли в том, что он был одним из замаскированных палачей на казни короля Карла I. Суд приговорил его к смертной казни, как государственного изменника и цареубийцу. 16 октября 1660 года он был казнён вместе с прокурором Джоном Куком через повешение, потрошение и четвертование.
Питер был автором ряда памфлетов, проповедей и трактатов.

### Семья
Первым браком был женат на Элизабет Рид, детей в этом браке не было. Вторым браком был женат на Дэливерэнс Шеффилд, которая родила дочь Элизабет.